# قائمة بعثات السودان الدبلوماسية

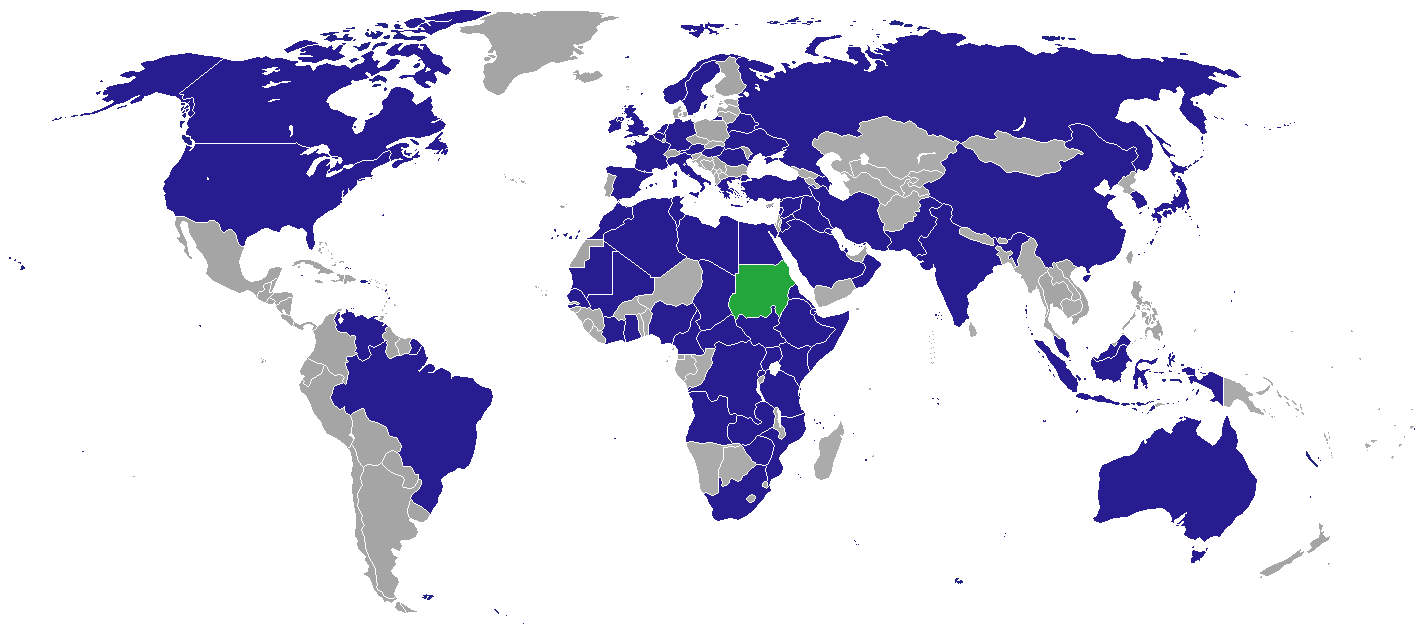
خريطة البعثات الدبلوماسية للسودان

فيما يلي قائمة بالبعثات الدبلوماسية السودانية باستثناء القنصليات الفخرية.

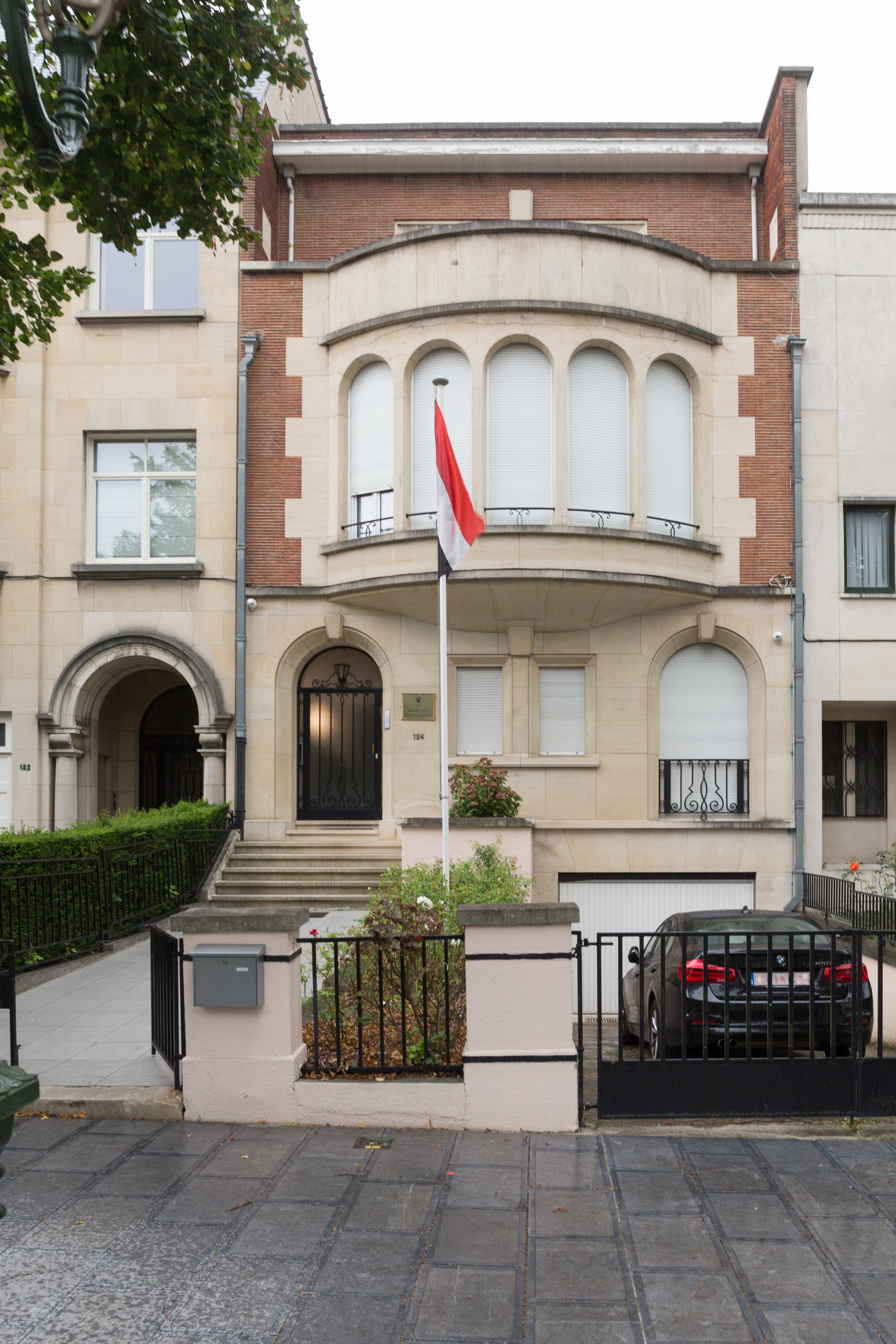
سفارة السودان في بروكسل

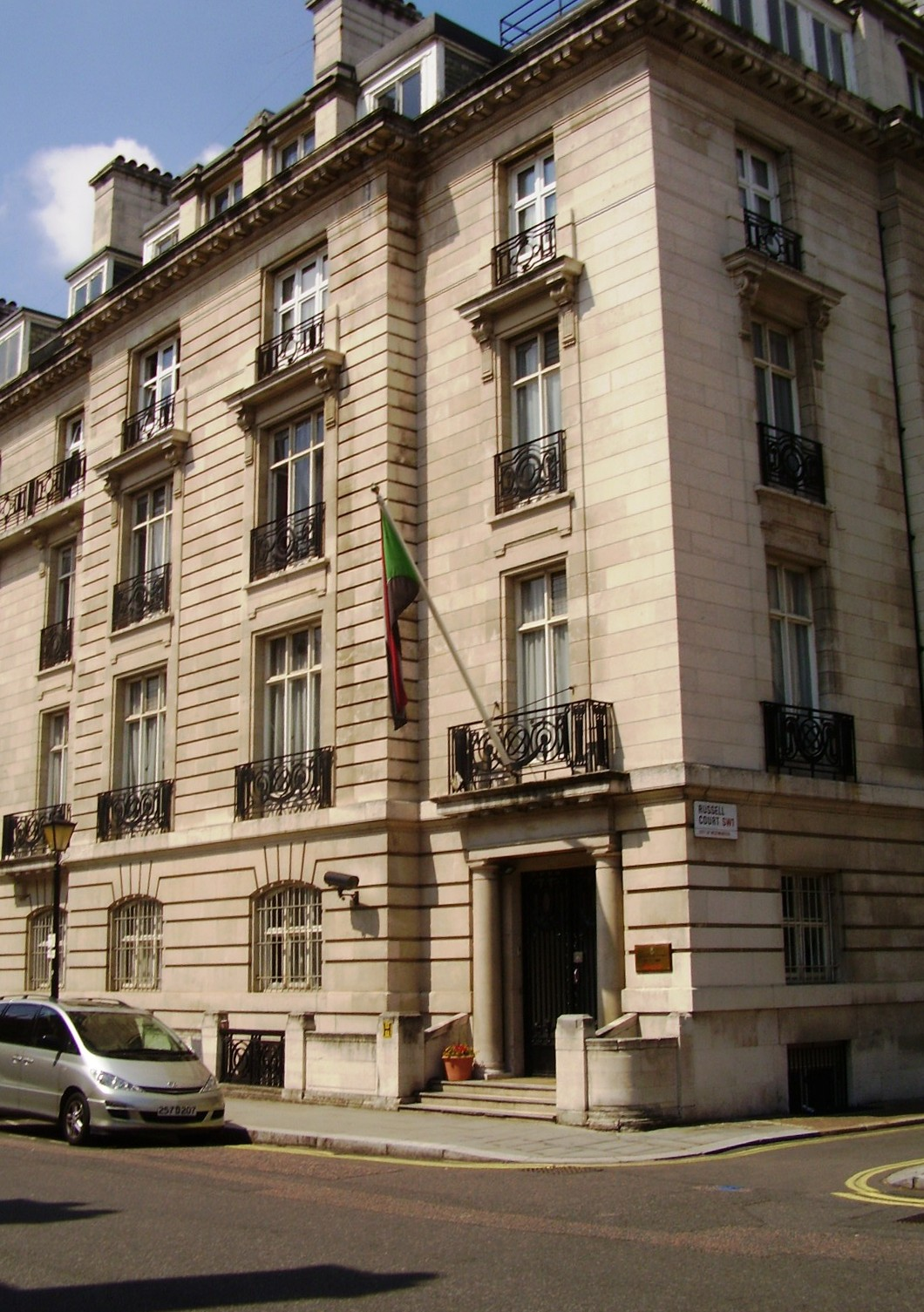
سفارة السودان في لندن

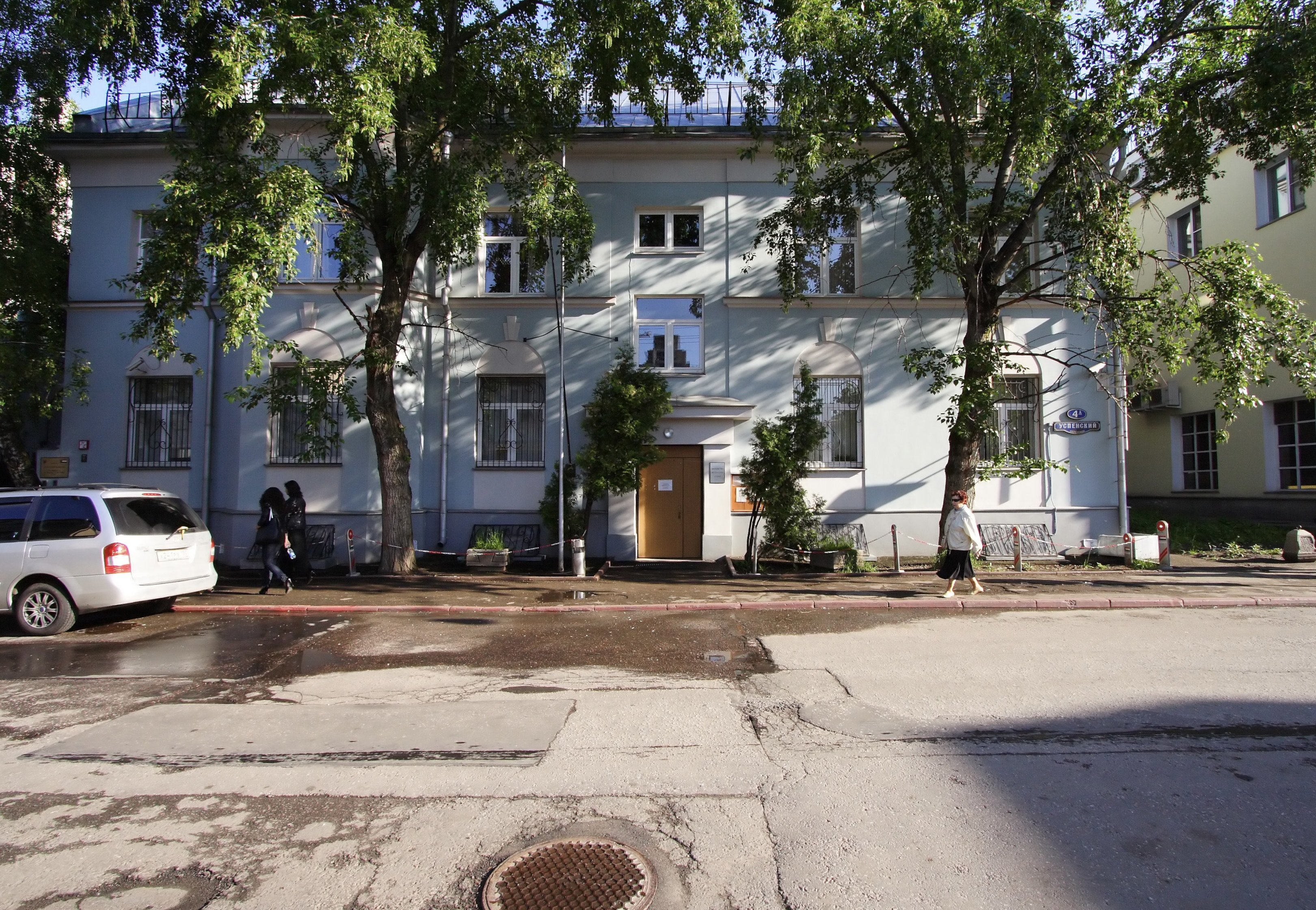
سفارة السودان في موسكو

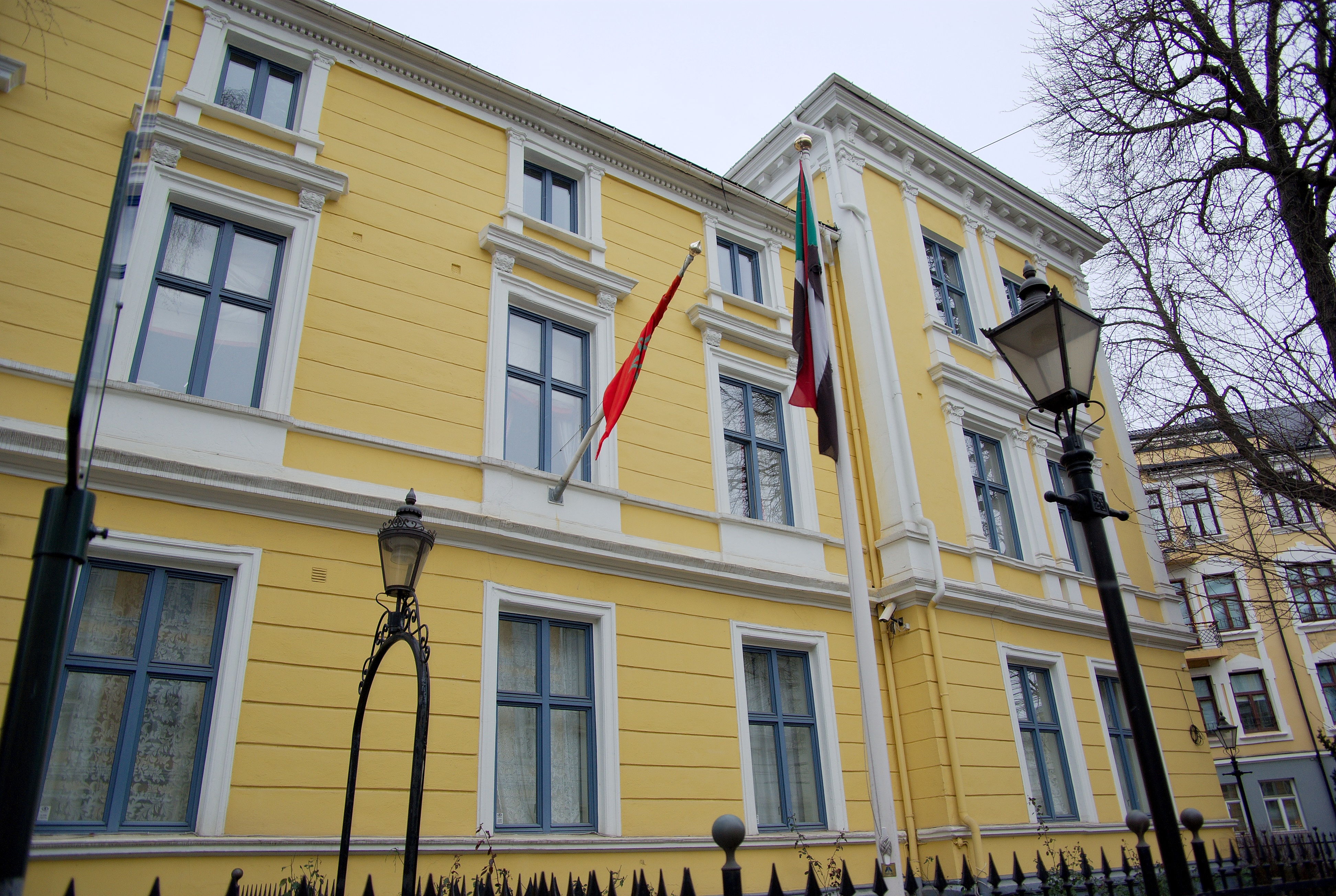
سفارة السودان في أوسلو

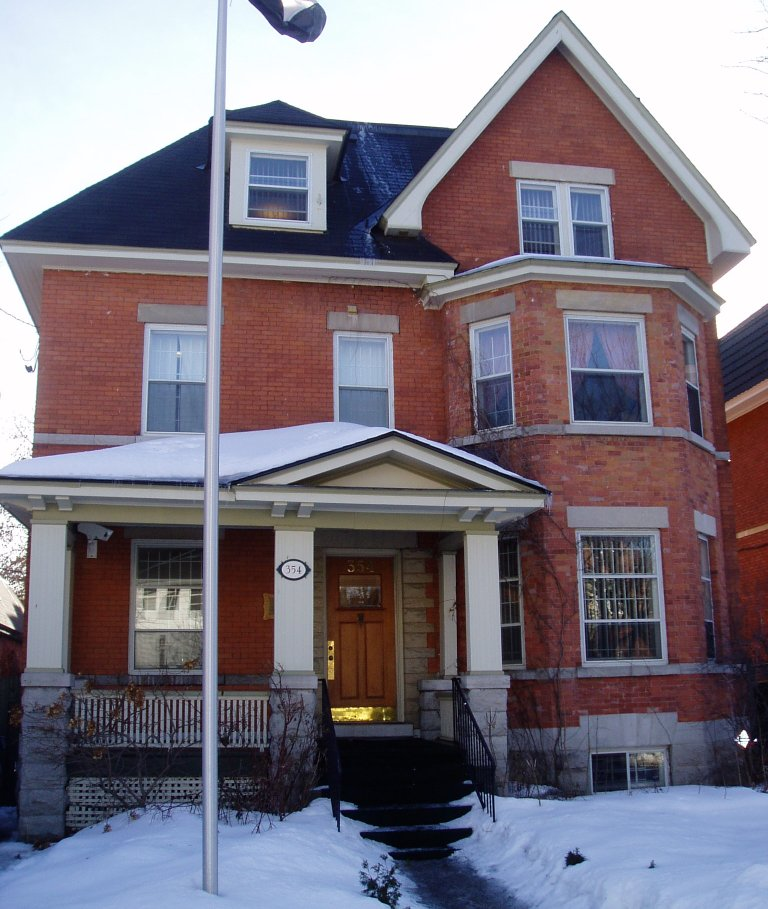
سفارة السودان في أوتاوا

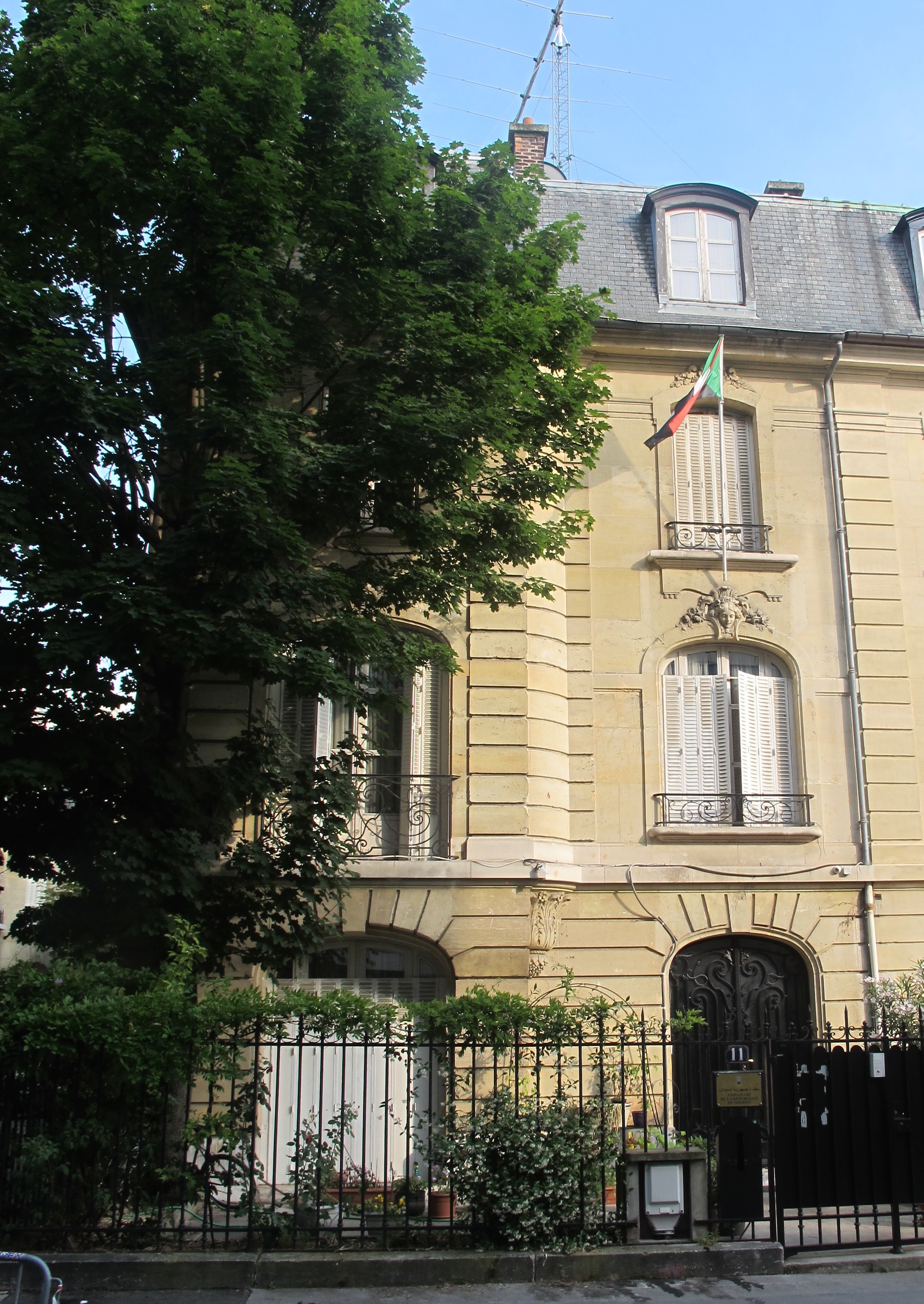
سفارة السودان في باريس

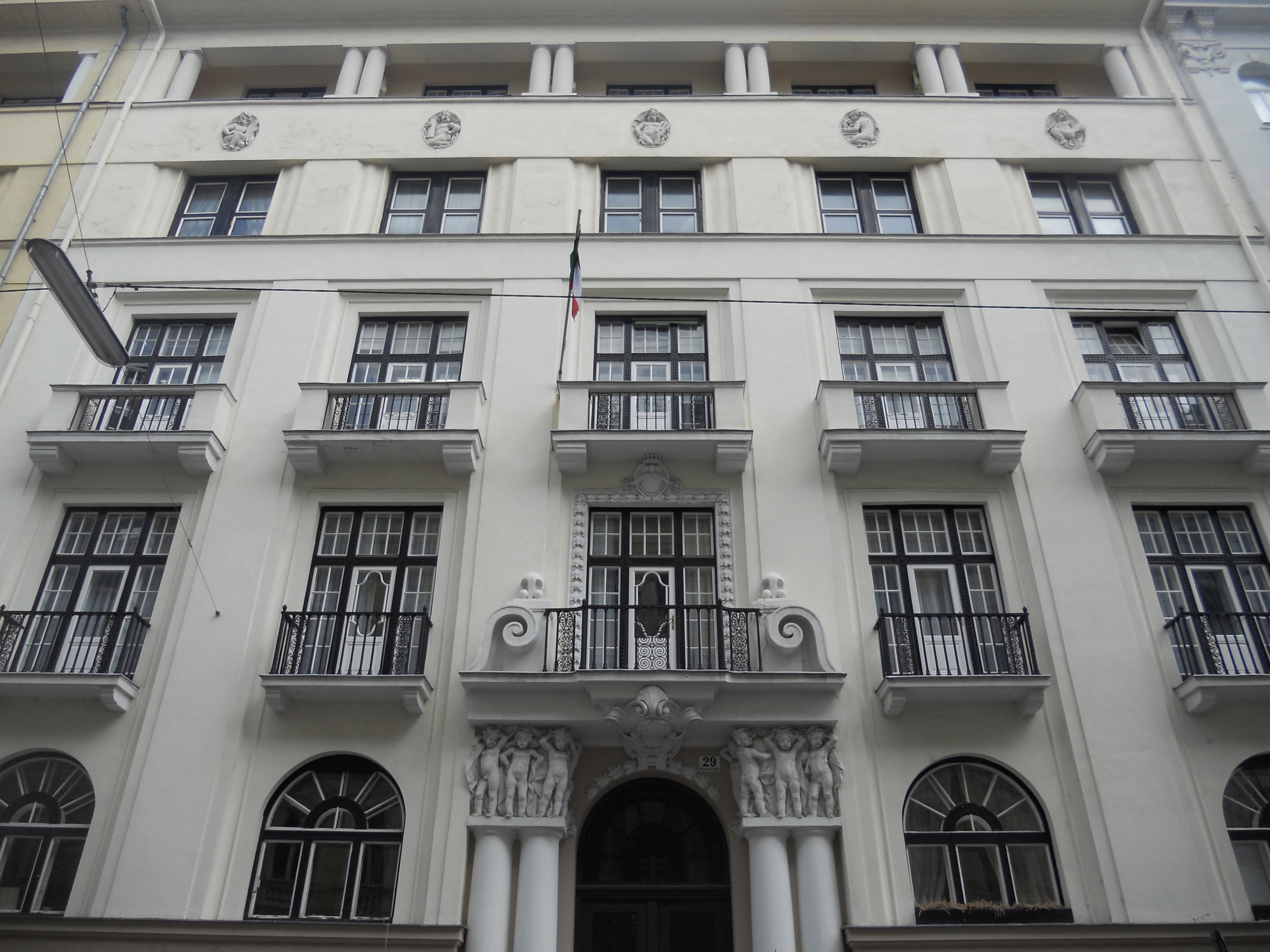
سفارة السودان في فيينا

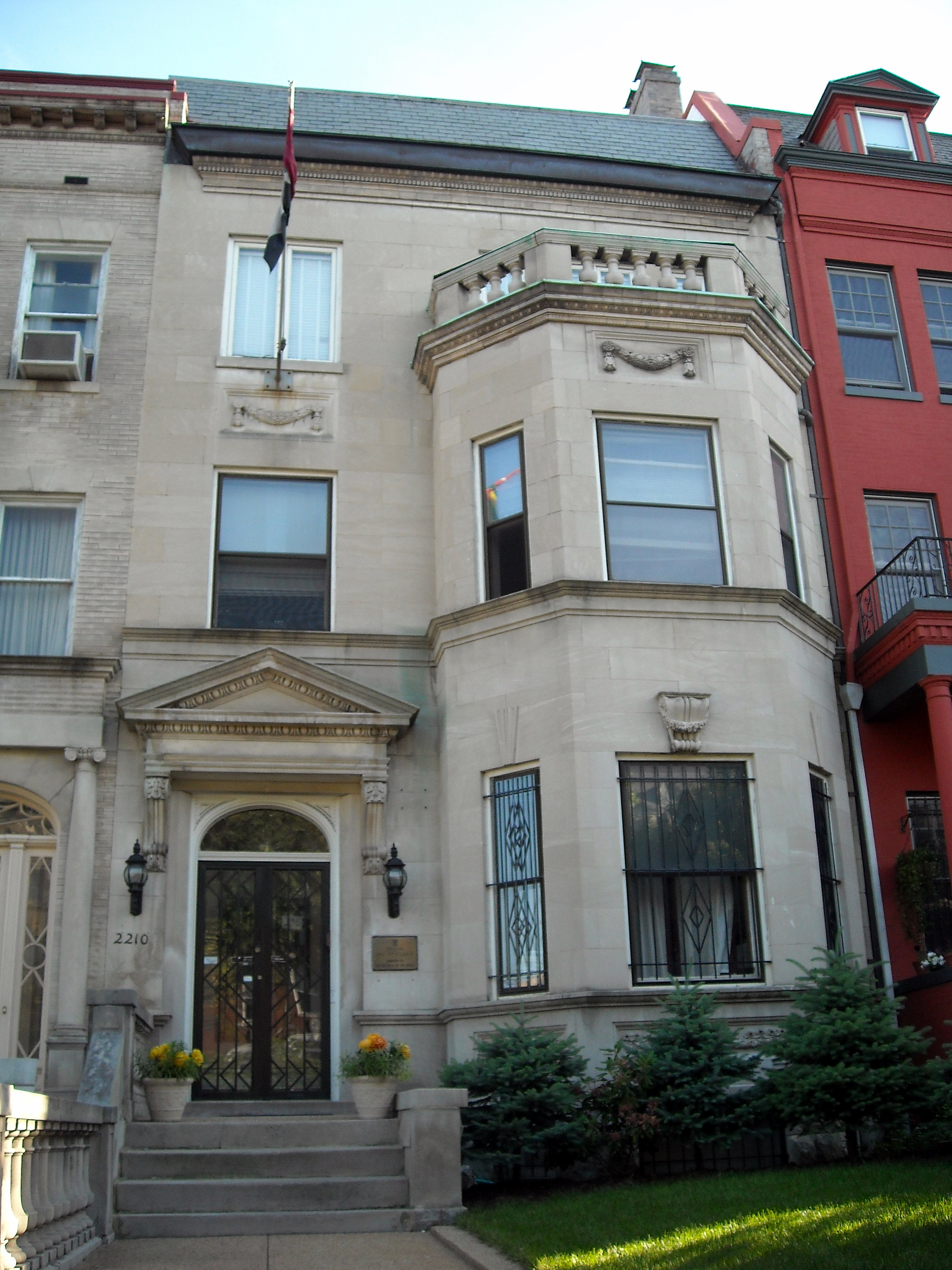
سفارة السودان في واشنطن العاصمة

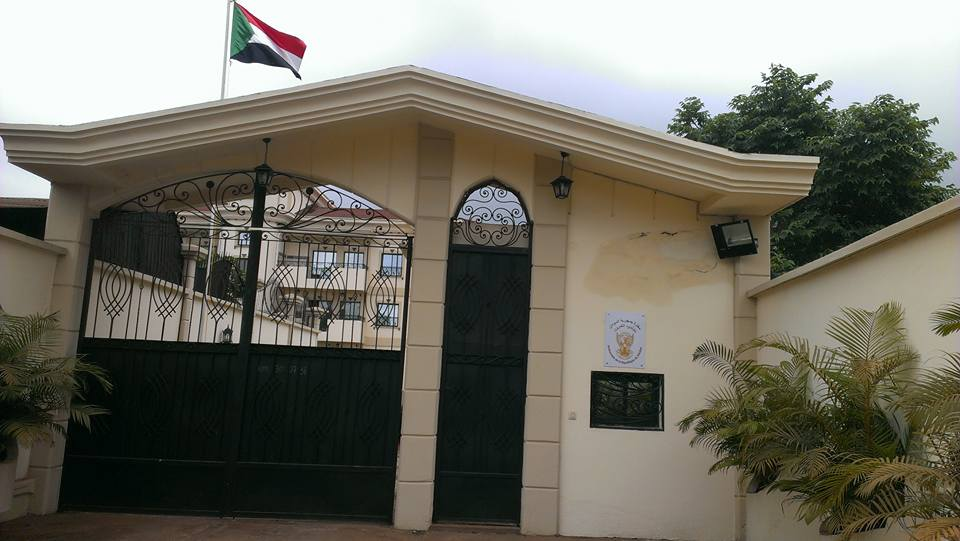
سفارة السودان في ياوندي

## أفريقيا
- الجزائر
  - الجزائر (سفارة)
- أنغولا
  - لواندا (سفارة)
- الكاميرون
  - ياوندي (سفارة)
- جمهورية أفريقيا الوسطى
  - بانغي (سفارة)
- تشاد
  - نجامينا (سفارة)
- جزر القمر
  - موروني (سفارة)
- جمهورية الكونغو الديمقراطية
  - كينشاسا (سفارة)
- جيبوتي
  - جيبوتي (سفارة)
- مصر
  - القاهرة (سفارة)
  - أسوان (قنصلية عامة)
- إرتيريا
  - أسمرة (سفارة)
- إثيوبيا
  - أديس أبابا (سفارة)
- غانا
  - أكرا (سفارة)
- كينيا
  - نيروبي (سفارة)
- ليبيا
  - طرابلس (سفارة)
  - الكفرة (قنصلية عامة)
- موريتانيا
  - نواكشوط (سفارة)
- المغرب
  - الرباط (سفارة)
- موزمبيق
  - مابوتو (سفارة)
- نيجيريا
  - لاغوس (سفارة)
- رواندا
  - كيغالي (سفارة)
- السنغال
  - داكار (سفارة)
- الصومال
  - مقديشو (سفارة)
- جنوب أفريقيا
  - بريتوريا (سفارة)
- جنوب السودان [1]
  - جوبا (سفارة)
- تنزانيا
  - دار السلام (سفارة)
- تونس
  - تونس (سفارة)
- أوغندا
  - كمبالا (سفارة)
  - غولو (القنصلية العامة)
- زامبيا
  - لوساكا (سفارة)
- زيمبابوي
  - هراري (سفارة)

## الأمريكتان
- البرازيل
  - برازيليا (سفارة)
- كندا
  - أوتاوا (سفارة)
- الولايات المتحدة
  - واشنطن العاصمة ( سفارة )
  - مدينة نيويورك (القنصلية العامة)
- فنزويلا
  - كاراكاس (سفارة)

## آسيا
- أذربيجان
  - باكو (سفارة)
- البحرين
  - المنامة (سفارة)
- الصين
  - بكين (سفارة)
- الهند
  - نيودلهي (سفارة)
- إندونيسيا
  - جاكرتا (سفارة)
- العراق
  - بغداد (سفارة)
- اليابان
  - طوكيو (سفارة)
- الأردن
  - عمان (سفارة)
- الكويت
  - مدينة الكويت (سفارة)
- لبنان
  - بيروت (سفارة)
- ماليزيا
  - كوالالمبور (سفارة)
- سلطنة عمان
  - مسقط (سفارة)
- باكستان
  - إسلام أباد (سفارة)
- قطر
  - الدوحة (سفارة)
- السعودية
  - الرياض (سفارة)
  - جدة (القنصلية العامة)
- جمهورية كوريا
  - سيول (سفارة)
- سوريا
  - دمشق (سفارة)
- تايلاند
  - بانكوك (سفارة)
- تركيا
  - أنقرة (سفارة)
  - اسطنبول (القنصلية العامة)
- الإمارات العربية المتحدة
  - أبو ظبي (سفارة)
  - دبي (القنصلية العامة)
- فيتنام
  - هانوي (سفارة)
- اليمن
  - صنعاء (سفارة)

## أوروبا
- النمسا
  - فيينا (سفارة)
- بيلاروس
  - مينسك (سفارة)
- بلجيكا
  - بروكسل (سفارة)
- جمهورية التشيك
  - براغ (سفارة)
- فرنسا
  - باريس (سفارة)
- ألمانيا
  - برلين (سفارة)
- اليونان
  - أثينا (سفارة)
- المجر
  - بودابست (سفارة)
- إيرلندا
  - دبلن (سفارة)
- إيطاليا
  - روما (سفارة)
- هولندا
  - لاهاي (سفارة)
- النرويج
  - أوسلو (سفارة)
- رومانيا
  - بوخارست (سفارة)
- روسيا
  - موسكو (سفارة)
- إسبانيا
  - مدريد (سفارة)
- السويد
  - ستوكهولم (سفارة)
- أوكرانيا
  - كييف (سفارة)
- المملكة المتحدة
  - لندن (سفارة)

## أوقيانوسيا
- أستراليا
  - كانبرا (سفارة)

## المنظمات متعددة الأطراف
- الاتحاد الأفريقي
  - أديس أبابا (البعثة الدائمة لدى الاتحاد الأفريقي)
- جامعة الدول العربية
  - القاهرة (بعثة دائمة لدى جامعة الدول العربية)
- الاتحاد الأوروبي
  - بروكسل (بعثة إلى الاتحاد الأوروبي)
- الأمم المتحدة
  - جنيف (البعثة الدائمة لدى الأمم المتحدة والمنظمات الدولية الأخرى)
  - نيويورك (البعثة الدائمة لدى الأمم المتحدة)
  - نيروبي (البعثة الدائمة لدى الأمم المتحدة والمنظمات الدولية الأخرى)
  - فيينا (البعثة الدائمة للأمم المتحدة)
- يونسكو
  - باريس (البعثة الدائمة لليونسكو)